# Peter Graulund
Peter Graulund (ur. 20 września 1976) – duński piłkarz występujący na pozycji napastnika. Zawodnik klubu AGF.

## Kariera klubowa
Graulund zawodową karierę rozpoczynał w 1995 roku w klubie Vejle BK. W 1997 roku wywalczył z nim wicemistrzostwo Danii. W styczniu 1999 roku odszedł do Brøndby IF. W latach 1999–2001 trzykrotnie wywalczył z tym zespołem wicemistrzostwo Danii. W 2001 roku z 21 golami na koncie został także królem strzelców Superligaen. W ciągu 2,5 roku rozegrał tam w sumie 53 spotkania i zdobył 28 bramek.
W 2001 roku Graulund podpisał kontrakt z niemieckim VfL Bochum z 2. Bundesligi. W 2002 roku awansował z nim do Bundesligi. W tych rozgrywkach zadebiutował 15 września 2003 roku w przegranym 0:1 pojedynku z Hansą Rostock. 23 listopada 2003 roku w zremisowanym 2:2 spotkaniu z Borussią Mönchengladbach strzelił pierwszego gola w Bundeslidze. Od stycznia 2003 roku do grudnia 2004 roku przebywał na wypożyczeniu w zespole AGF.
Na początku 2004 roku odszedł do szwedzkiego Helsingborga. W Allsvenskan zadebiutował 3 kwietnia 2004 roku w zremisowanym 1:1 spotkaniu z Landskroną, w którym zdobył także bramkę. Barwy Helsingborga reprezentował w latach 2004–2005.
W styczniu 2006 roku Graulund ponownie został graczem klubu AGF występującego w Superligaen. W tym samym roku spadł z zespołem do 1. divsion. W 2007 roku wrócił z nim do Superligaen, a także został królem strzelców 1. division (17 goli). W 2010 roku ponownie spadł z AGF do 1. division.

## Kariera reprezentacyjna
Graulund jest byłym reprezentantem Danii U-19 oraz U-21.